# باشگاه فوتبال هورشم
باشگاه فوتبال هورشم (به انگلیسی: Horsham Football Club) یک باشگاه فوتبال در شهر هورشم، کشور انگلستان است که در سال ۱۸۷۱ میلادی تأسیس شده‌است.این تیم هم اکنون در لیگ فوتبال ایستمان به رقابت می پردازد.